# Woodville North
Woodville North är en del av en befolkad plats i Australien. Den ligger i kommunen Charles Sturt och delstaten South Australia, nära delstatshuvudstaden Adelaide. Antalet invånare är 2 045.
Runt Woodville North är det mycket tätbefolkat, med 1 517 invånare per kvadratkilometer.. Närmaste större samhälle är Adelaide, nära Woodville North.
Runt Woodville North är det i huvudsak tätbebyggt. Genomsnittlig årsnederbörd är 593 millimeter. Den regnigaste månaden är juli, med i genomsnitt 95 mm nederbörd, och den torraste är december, med 13 mm nederbörd.